# N2,N2-Dimethylguanin
N2,N2-Dimethylguanin ist eine heterocyclische organische Verbindung mit einem Puringrundgerüst. Es ist ein Derivat der Nukleinbase Guanin, welches an der Aminogruppe zweifach methyliert ist. Es kommt als Bestandteil des Nukleosids N2,N2-Dimethylguanosin (m22G) in der RNA vor.
Weitere dimethylierte Nukleinbasen sind N4,N4-Dimethylcytosin und N6,N6-Dimethyladenin.